# Geometria delle aree
La geometria delle aree o delle masse è un insieme di strumenti matematici fondamentali per comprendere come una struttura reagisce alle sollecitazioni a cui è sottoposta. Insieme alle proprietà del materiale utilizzato, questa geometria è essenziale per valutare l'adeguatezza di una struttura al suo scopo progettuale. Essa si basa sui concetti del calcolo delle aree di figure piane semplici e composte, nonché della determinazione dei baricentri per il calcolo dei momenti statici e d'inerzia. 
La geometria delle aree ha diverse applicazioni in vari campi come l'ingegneria per la progettazione di strutture e componenti meccanici e in fisica per il calcolo delle sollecitazioni e delle deformazioni.

## Baricentro e momento statico

Baricentro o "centroide" di un triangolo

### Baricentro geometrico
Il baricentro geometrico (G) di un insieme di punti é quel punto le cui coordinate sono date dalla media aritmetica delle coordinate dei singoli punti. Questo rappresenta il centro di massa, ossia un punto speciale con interessanti proprietà all'interno di una figura piana o solida. In particolare, è il punto in cui si può immaginare concentrata tutta la massa del corpo.
Per un insieme finito di {\displaystyle {k}} punti {\displaystyle \mathbf {x} _{1},\mathbf {x} _{2},\ldots ,\mathbf {x} _{k}} in {\displaystyle \mathbb {R} ^{n}} è
{\displaystyle \mathbf {X} _{G}={\frac {\mathbf {x} _{1}+\mathbf {x} _{2}+\cdots +\mathbf {x} _{k}}{k}}}
Per un insieme finito di {\displaystyle {k}} punti {\displaystyle \mathbf {y} _{1},\mathbf {y} _{2},\ldots ,\mathbf {y} _{k}} in {\displaystyle \mathbb {R} ^{n}} è
{\displaystyle \mathbf {Y} _{G}={\frac {\mathbf {y} _{1}+\mathbf {y} _{2}+\cdots +\mathbf {y} _{k}}{k}}}

### Baricentro di figure regolari
Trattandosi di figure regolari simmetriche, il loro baricentro si trova sempre su un asse di simmetria o nel punto di intersezione di più assi di simmetria.

#### Triangolo
Le coordinate del baricentro di un triangolo coincidono con la media aritmetica delle coordinate dei vertici. Il baricentro di un triangolo graficamente coincide invece con il punto di incontro delle tre mediane.
Per un triangolo di vertici A(xA;yA), B(xB;yB), C(xC;yC) abbiamo:
- coordinate cartesiane: {\displaystyle \left({\frac {x_{A}+x_{B}+x_{C}}{3}};{\frac {y_{A}+y_{B}+y_{C}}{3}}\right)}

#### Quadrilatero
Il baricentro di un quadrilatero è dato dall'intersezione delle diagonali del parallelogramma che ha per vertici i baricentri dei quattro triangoli generati tracciando le diagonali del quadrilatero stesso. Nei quadrilateri per determinare le coordinate del baricentro vale la seguente relazione:
{\displaystyle X_{G}={\frac {b}{2}};Y_{G}={\frac {h}{2}}}

#### Trapezio
Le proprietà del baricentro in un trapezio principalmente sono rappresentate dalla:
- Posizione: il baricentro di un trapezio si trova sull'asse mediano della figura, ovvero il segmento che collega i punti medi delle basi maggiore e minore. Questo punto speciale non coincide mai con i vertici del trapezio, ma giace sempre all'interno del suo perimetro.
- Distanza dall'asse mediano: La distanza del baricentro dall'asse mediano non è sempre la stessa, ma dipende dal rapporto tra le lunghezze delle basi del trapezio.

Si può dimostrare analiticamente che l'ordinata del baricentro è data dalla seguente relazione:
{\displaystyle \mathbf {Y} _{G}={\frac {h(2b+B)}{3(b+B)}}}

#### Semicerchio
Il baricentro di un semicerchio si trova su un asse perpendicolare al diametro del semicerchio e che passa per il centro del cerchio da cui deriva il semicerchio stesso. Questo asse è chiamato asse di simmetria del semicerchio. Inoltre, il baricentro si trova a una distanza specifica dal diametro, che dipende dal raggio del semicerchio.
{\displaystyle \mathbf {Y} _{G}={\frac {4R}{3\pi }}}

### Momento statico

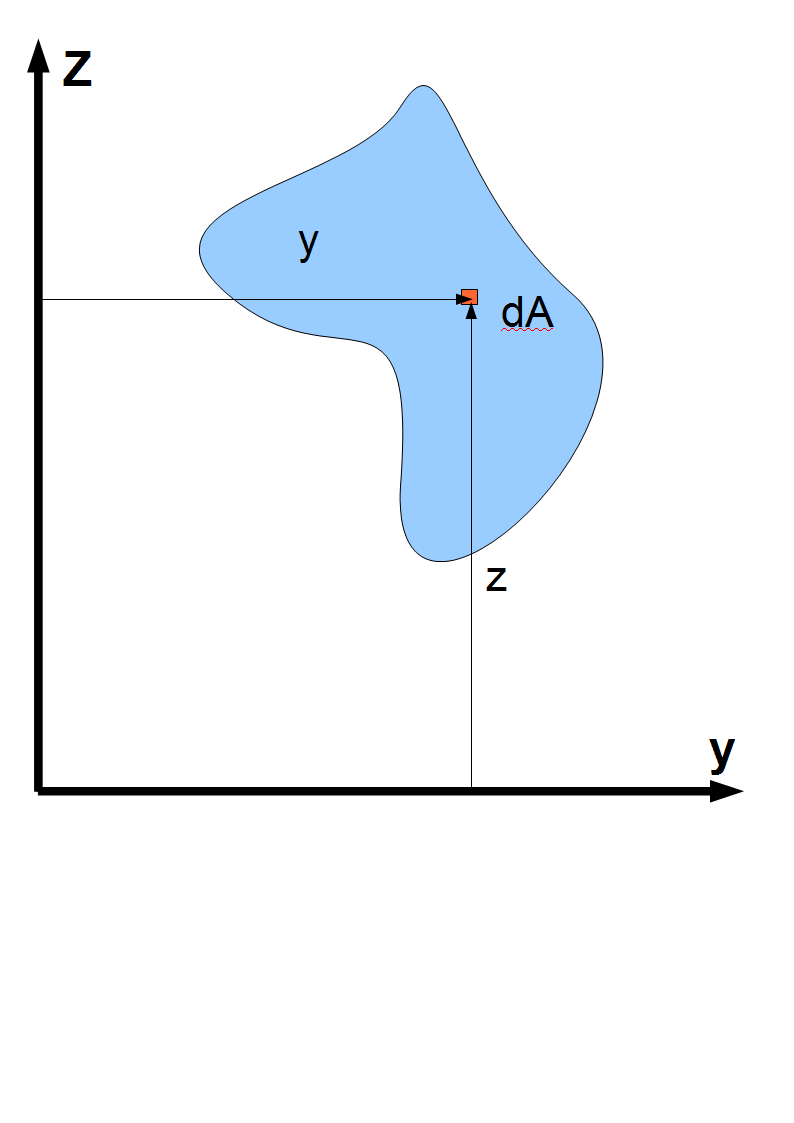
Rappresentazione degli elementi utilizzati per calcolare un momento statico. L'area A, un suo infinitesimo dA, e le sue distanze dagli assi y e z

Il momento statico (S), definito anche momento di primo ordine o meno propriamente primo momento d'inerzia, è una proprietà geometrica di un oggetto. In particolare rappresenta la distribuzione della massa o della forma dell'area di un oggetto rispetto ad un asse specifico. In altre parole, quantifica quanto la massa o l'area sono "distribuite" lontano da un asse di riferimento. Esistono due tipi principali di momento statico:

#### Momento statico d'area
Questo viene calcolato per un'area piana, come una lastra o una sezione trasversale di una trave. Si ottiene sommando il prodotto di ogni piccola porzione di area (dA) per la sua distanza dall'asse di riferimento (d). La formula è: {\displaystyle S_{i}=dA*d}

#### Momento statico di massa
Questo viene calcolato per un sistema di masse puntiformi. Si ottiene sommando il prodotto di ogni massa (mi) per la sua distanza dall'asse di riferimento (di). La formula è: {\displaystyle S_{i}=m_{i}*d_{i}}

#### Relazione con il baricentro
C'è una stretta relazione tra il momento statico e il baricentro G, infatti, conoscendo il momento statico e la massa, o area, del corpo in questione, è possibile determinare le coordinate del baricentro e viceversa:
{\displaystyle \mathbf {r} _{G}={\frac {S_{r}^{*}}{m}}} oppure
{\displaystyle \mathbf {r} _{G}={\frac {S_{r}}{A}}}, dove {\displaystyle \mathbf {r} _{G}} è il vettore posizione di {\displaystyle G}

## Momento d'inerzia

### Momento d'inerzia di sezioni tipiche
In meccanica classica, il momento d'inerzia è una proprietà geometrica di un corpo che misura la sua resistenza a variare della sua velocità angolare durante la rotazione attorno ad un asse. In particolare, più un corpo ha un momento d'inerzia elevato, più è difficile accelerarlo o decelerarlo durante la rotazione. Sono presenti due definizioni diverse di momento d'inerzia: il momento d'inerzia di massa, comunemente utilizzato in dinamica e indicato con {\displaystyle I} e il momento d'inerzia di superficie, impiegato nella scienza delle costruzioni e spesso indicato con {\displaystyle J}.
Il momento d'inerzia è un momento del secondo ordine, poiché si calcola moltiplicando la massa per il quadrato della sua distanza dall'asse.
{\displaystyle I_{asse}=md^{2}}
Nel contesto del Sistema Internazionale, l'unità di misura per il momento di inerzia di massa è il {\displaystyle \mathrm {kg} \cdot \mathrm {m} ^{2}}, mentre per il momento di inerzia di superficie è il {\displaystyle \mathrm {m} ^{4}}. 
Il momento d'inerzia di superficie è utilizzato per calcolare il comportamento di strutture come travi, pannelli, fusoliere di aerei e scafi di navi sotto carico. Esistono diverse formule per calcolare il momento d'inerzia di superficie di una lastra, a seconda della sua forma e delle proprietà del materiale. Alcune formule comuni includono:
| Rettangolo:                                       |
| {\displaystyle I_{x0}={\frac {1}{12}}Bh^{3}}      |
| {\displaystyle I_{x}={\frac {1}{3}}Bh^{3}}        |
| Triangolo:                                        |
| {\displaystyle I_{x0}={\frac {1}{36}}Bh^{3}}      |
| {\displaystyle I_{x}={\frac {1}{12}}Bh^{3}}       |
| Cerchio:                                          |
| {\displaystyle I_{x0}={\frac {1}{64}}{\pi D^{4}}} |
| Ellisse:                                          |
| {\displaystyle I_{x0}={\frac {1}{4}}\pi ab^{3}}   |

### Teorema di trasposizione
Il teorema di trasposizione, noto anche come teorema di Huygens-Steiner, è un principio fondamentale della meccanica che riguarda il momento d'inerzia di un sistema di masse puntiformi.
Il teorema afferma che il momento d'inerzia di un sistema di masse puntiformi rispetto ad un asse qualsiasi è uguale alla somma del momento d'inerzia del sistema rispetto ad un asse parallelo passante per il baricentro del sistema, più il prodotto di ogni area o massa per il quadrato della distanza tra il suo punto e l'asse parallelo.
Il momento rispetto a un asse {\displaystyle t}, parallelo a un altro {\displaystyle c} passante per il centro di massa, si ottiene sommando al momento di inerzia rispetto a {\displaystyle c} il prodotto tra la area del corpo e la distanza al quadrato tra gli assi {\displaystyle c} e {\displaystyle t}.
{\displaystyle I_{t}=I_{\text{cm}}+Ad^{2}}

### Ellisse centrale d'inerzia
L'ellisse centrale d'inerzia, conosciuta anche come ellisse di inerzia, è un concetto importante nella meccanica dei solidi che fornisce informazioni sulla distribuzione del momento d'inerzia di una sezione piana rispetto al suo baricentro. Inoltre, rappresenta un metodo per visualizzare graficamente le caratteristiche inerziali di una sezione.
Il raggio principale d'inerzia, noto anche come raggio giratore o giratore, rappresenta una grandezza fondamentale per la descrizione del comportamento dinamico di sezioni piane sottoposte a rotazione attorno ad un asse passante per il loro baricentro.
Per una sezione piana generica, si definiscono due raggi principali d'inerzia distinti:
- Raggio principale d'inerzia minimo (I_min): Corrisponde all'asse di rotazione per cui il momento d'inerzia assume il valore minimo. In altre parole, rappresenta la direzione di rotazione che incontra la minima resistenza alla deformazione flessionale.

- Raggio principale d'inerzia massimo (I_max): Corrisponde all'asse di rotazione per cui il momento d'inerzia assume il valore massimo. In altre parole, rappresenta la direzione di rotazione che incontra la massima resistenza alla deformazione flessionale.

La formule che esprimono i raggi principali d'inerzia sono i seguenti:
{\displaystyle \rho _{x0}={\sqrt {\frac {I_{x0}}{A}}};\rho _{y0}={\sqrt {\frac {I_{y0}}{A}}}}